# Judô nos Jogos Olímpicos de Verão de 2012 - Até 57 kg feminino
A categoria até 57 kg feminino do judô nos Jogos Olímpicos de Verão de 2012 foi disputada no dia 30 de julho no ExCeL, em Londres.

## Formato da competição
A competição é em sistema de eliminatória simples que determina os finalistas que disputam a medalha de ouro. Os derrotados nas quartas de final competem em dois torneios de repescagem. Os vencedores deste torneio enfrentam os perdedores da semifinal na disputa por duas medalha de bronze. Em caso de empate, a luta tem uma prorrogação de três minutos, e vence aquele conseguir a primeira pontuação.

## Calendário
Horário local (UTC+1).
| Dia         | Horário          | Fase                             |
| ----------- | ---------------- | -------------------------------- |
| 30 de julho | 9:30 14:00 16:10 | Qualificatórias Semifinais Final |

## Medalhistas
| Ouro   | JPN Kaori Matsumoto                |
| Prata  | ROU Corina Căprioriu               |
| Bronze | USA Marti Malloy FRA Automne Pavia |

## Resultados

### Chave A
|  | Primeira rodada           | Primeira rodada           | Primeira rodada |  |  | Oitavas de final       | Oitavas de final       | Oitavas de final       |      |                     | Quartas de final    | Quartas de final | Quartas de final |
|  |                           |                           |                 |  |  |                        |                        |                        |      |                     |                     |                  |                  |
|  | JPN Kaori Matsumoto       | JPN Kaori Matsumoto       | 0011            |  |  |                        |                        |                        |      |                     |                     |                  |                  |
|  | SLO Vesna Đukić           | SLO Vesna Đukić           | 0002            |  |  | JPN Kaori Matsumoto    | JPN Kaori Matsumoto    | 0010                   |      |                     |                     |                  |                  |
|  |                           |                           |                 |  |  | AZE Kifayat Gasimova   | AZE Kifayat Gasimova   | 0000                   |      |                     |                     |                  |                  |
|  |                           |                           |                 |  |  |                        |                        |                        |      | JPN Kaori Matsumoto | JPN Kaori Matsumoto | 0010             |                  |
|  | KOR Kim Jan-di            | KOR Kim Jan-di            | 0001            |  |  |                        | ITA Giulia Quintavalle | ITA Giulia Quintavalle | 0001 |                     |                     |                  |                  |
|  | MGL Dorjsürengiin Sumiyaa | MGL Dorjsürengiin Sumiyaa | 0001            |  |  | KOR Kim Jan-di         | KOR Kim Jan-di         | 0002                   |      |                     |                     |                  |                  |
|  |                           |                           |                 |  |  | ITA Giulia Quintavalle | ITA Giulia Quintavalle | 1001                   |      |                     |                     |                  |                  |
|  |                           |                           |                 |  |  |                        |                        |                        |      |                     |                     |                  |                  |
|  |                           |                           |                 |  |  |                        |                        |                        |      |                     |                     |                  |                  |
|  |                           |                           |                 |  |  |                        |                        |                        |      |                     |                     |                  |                  |

### Chave B
|  | Primeira rodada       | Primeira rodada       | Primeira rodada |  |  | Oitavas de final      | Oitavas de final      | Oitavas de final      |      |                   | Quartas de final  | Quartas de final | Quartas de final |
|  |                       |                       |                 |  |  |                       |                       |                       |      |                   |                   |                  |                  |
|  | FRA Automne Pavia     | FRA Automne Pavia     | 0010            |  |  |                       |                       |                       |      |                   |                   |                  |                  |
|  | GBR Sarah Clark       | GBR Sarah Clark       | 0001            |  |  | AUS Carli Renzi       | AUS Carli Renzi       | 0003                  |      |                   |                   |                  |                  |
|  |                       |                       |                 |  |  | FRA Automne Pavia     | FRA Automne Pavia     | 0151                  |      |                   |                   |                  |                  |
|  |                       |                       |                 |  |  |                       |                       |                       |      | FRA Automne Pavia | FRA Automne Pavia | 0031             |                  |
|  | AUT Sabrina Filzmoser | AUT Sabrina Filzmoser | 0100            |  |  |                       | AUT Sabrina Filzmoser | AUT Sabrina Filzmoser | 0002 |                   |                   |                  |                  |
|  | CAN Joliane Melançon  | CAN Joliane Melançon  | 0010            |  |  | SEN Hortense Diédhiou | SEN Hortense Diédhiou | 0001                  |      |                   |                   |                  |                  |
|  |                       |                       |                 |  |  | AUT Sabrina Filzmoser | AUT Sabrina Filzmoser | 1001                  |      |                   |                   |                  |                  |
|  |                       |                       |                 |  |  |                       |                       |                       |      |                   |                   |                  |                  |
|  |                       |                       |                 |  |  |                       |                       |                       |      |                   |                   |                  |                  |
|  |                       |                       |                 |  |  |                       |                       |                       |      |                   |                   |                  |                  |

### Chave C
|  | Primeira rodada          | Primeira rodada          | Primeira rodada |  |  | Oitavas de final       | Oitavas de final       | Oitavas de final    |      |                  | Quartas de final | Quartas de final | Quartas de final |
|  |                          |                          |                 |  |  |                        |                        |                     |      |                  |                  |                  |                  |
|  | POR Telma Monteiro       | POR Telma Monteiro       | 0000            |  |  |                        |                        |                     |      |                  |                  |                  |                  |
|  | USA Marti Malloy         | USA Marti Malloy         | 0001            |  |  | USA Marti Malloy       | USA Marti Malloy       | 1000                |      |                  |                  |                  |                  |
|  |                          |                          |                 |  |  | COL Yadinis Amarís     | COL Yadinis Amarís     | 0000                |      |                  |                  |                  |                  |
|  |                          |                          |                 |  |  |                        |                        |                     |      | USA Marti Malloy | USA Marti Malloy | 0012             |                  |
|  | GRE Ioulietta Boukouvala | GRE Ioulietta Boukouvala | 0001            |  |  |                        | RUS Irina Zabludina    | RUS Irina Zabludina | 0011 |                  |                  |                  |                  |
|  | CUB Yurisleidy Lupetey   | CUB Yurisleidy Lupetey   | 0011            |  |  | CUB Yurisleidy Lupetey | CUB Yurisleidy Lupetey | 0001                |      |                  |                  |                  |                  |
|  |                          |                          |                 |  |  | RUS Irina Zabludina    | RUS Irina Zabludina    | 0100                |      |                  |                  |                  |                  |
|  |                          |                          |                 |  |  |                        |                        |                     |      |                  |                  |                  |                  |
|  |                          |                          |                 |  |  |                        |                        |                     |      |                  |                  |                  |                  |
|  |                          |                          |                 |  |  |                        |                        |                     |      |                  |                  |                  |                  |

### Chave D
|  | Primeira rodada         | Primeira rodada         | Primeira rodada |  |  | Oitavas de final     | Oitavas de final     | Oitavas de final     |      |                    | Quartas de final   | Quartas de final | Quartas de final |
|  |                         |                         |                 |  |  |                      |                      |                      |      |                    |                    |                  |                  |
|  | BRA Rafaela Silva       | BRA Rafaela Silva       | 0021            |  |  |                      |                      |                      |      |                    |                    |                  |                  |
|  | GER Miryam Roper        | GER Miryam Roper        | 0002            |  |  | BRA Rafaela Silva    | BRA Rafaela Silva    | 0000                 |      |                    |                    |                  |                  |
|  | ESP Concepción Bellorín | ESP Concepción Bellorín | 0011            |  |  | HUN Hedvig Karakas   | HUN Hedvig Karakas   | 0100                 |      |                    |                    |                  |                  |
|  | HUN Hedvig Karakas      | HUN Hedvig Karakas      | 0100            |  |  |                      |                      |                      |      | HUN Hedvig Karakas | HUN Hedvig Karakas | 0000             |                  |
|  | ROU Corina Căprioriu    | ROU Corina Căprioriu    | 0102            |  |  |                      | ROU Corina Căprioriu | ROU Corina Căprioriu | 0000 |                    |                    |                  |                  |
|  | CHN Wang Hui            | CHN Wang Hui            | 0000            |  |  | ROU Corina Căprioriu | ROU Corina Căprioriu | 0100                 |      |                    |                    |                  |                  |
|  |                         |                         |                 |  |  | DJI Sally Raguib     | DJI Sally Raguib     | 0000                 |      |                    |                    |                  |                  |
|  |                         |                         |                 |  |  |                      |                      |                      |      |                    |                    |                  |                  |
|  |                         |                         |                 |  |  |                      |                      |                      |      |                    |                    |                  |                  |
|  |                         |                         |                 |  |  |                      |                      |                      |      |                    |                    |                  |                  |

### Repescagem
|  | Primeira rodada        | Primeira rodada        | Primeira rodada |  |  | Disputa do bronze      | Disputa do bronze      | Disputa do bronze |
|  |                        |                        |                 |  |  |                        |                        |                   |
|  | ITA Giulia Quintavalle | ITA Giulia Quintavalle | 0100            |  |  |                        |                        |                   |
|  | AUT Sabrina Filzmoser  | AUT Sabrina Filzmoser  | 0001            |  |  | ITA Giulia Quintavalle | ITA Giulia Quintavalle | 0001              |
|  |                        |                        |                 |  |  | USA Marti Malloy       | USA Marti Malloy       | 1000              |
|  |                        |                        |                 |  |  |                        |                        |                   |
|  |                        |                        |                 |  |  |                        |                        |                   |
|  |                        |                        |                 |  |  |                        |                        |                   |
|  |                        |                        |                 |  |  |                        |                        |                   |

|  | Primeira rodada     | Primeira rodada     | Primeira rodada |  |  | Disputa do bronze  | Disputa do bronze  | Disputa do bronze |
|  |                     |                     |                 |  |  |                    |                    |                   |
|  | RUS Irina Zabludina | RUS Irina Zabludina | 0000            |  |  |                    |                    |                   |
|  | HUN Hedvig Karakas  | HUN Hedvig Karakas  | 0011            |  |  | HUN Hedvig Karakas | HUN Hedvig Karakas | 0002              |
|  |                     |                     |                 |  |  | FRA Automne Pavia  | FRA Automne Pavia  | 0011              |
|  |                     |                     |                 |  |  |                    |                    |                   |
|  |                     |                     |                 |  |  |                    |                    |                   |
|  |                     |                     |                 |  |  |                    |                    |                   |
|  |                     |                     |                 |  |  |                    |                    |                   |

### Finais
|  | Semifinais           | Semifinais           |      |  | Final               | Final |  |
|  |                      |                      |      |  |                     |       |  |
|  |                      |                      |      |  |                     |       |  |
|  | JPN Kaori Matsumoto  | 0010                 |      |  |                     |       |  |
|  | FRA Automne Pavia    | 0000                 |      |  |                     |       |  |
|  |                      |                      |      |  |                     |       |  |
|  |                      |                      |      |  |                     |       |  |
|  |                      |                      |      |  | JPN Kaori Matsumoto | 1000  |  |
|  |                      | ROU Corina Căprioriu | 0000 |  |                     |       |  |
|  |                      |                      |      |  |                     |       |  |
|  |                      |                      |      |  |                     |       |  |
|  |                      |                      |      |  |                     |       |  |
|  |                      |                      |      |  |                     |       |  |
|  | USA Marti Malloy     | 0001                 |      |  |                     |       |  |
|  | ROU Corina Căprioriu | 1001                 |      |  |                     |       |  |